# Peregryn Ziobro
Peregryn Ziobro (ur. 15 listopada 1925 w Gaci, zm. 2 listopada 2003 w Montero) – polski franciszkanin konwentualny, zaangażowany w liczne prace konserwatorskie prowadzone w Krakowie i Boliwii, pasjonat sztuki i kultury.

## Życiorys
Stanisław Ziobro urodził się 15 listopada 1925 we wsi Gać, jako syn Adama i Ludwiki z domu Wyczarskiej. Po ukończeniu gimnazjum i liceum w Przemyślu i rozpoczął nowicjat w Niepokalanowie. Dnia 4 października 1949 złożył śluby wieczyste w Krakowie. Po studiach teologicznych w Krakowie otrzymał święcenia kapłańskie 13 lipca 1952.

### Praca w Polsce
Studiował historię i archiwistykę na Uniwersytecie Warszawskim i Akademii Teologii Katolickiej. W 1958 rozpoczął studia z zakresu historii sztuki na Uniwersytecie Jagiellońskim. W tym samym czasie jako wolny słuchacz studiował także konserwację zabytków i architektury na Wydziale Konserwacji Malarstwa i Rzeźby ASP w Krakowie i Wydziale Historii Architektury i Konserwacji Zabytków Politechniki Krakowskiej. Następnie rozpoczął swoją działalność związaną z szeregiem prac konserwatorskich w Krakowie. Był członkiem Zarządu Głównego PTOZ przy Ministerstwie zabytków w Polsce. Pod jego bezpośrednim nadzorem zostało dokonanych wiele prac konserwatorskich budowli zabytkowych w Krakowie i poza nim, oraz wielu obrazów. Angażował się także w działalność duszpasterską dzieci, młodzieży, studentów, dorosłych i niewidomych (podczas pobytu w Przemyślu pełnił funkcję diecezjalnego referenta duszpasterstwa niewidomych).
Zainteresowania kulturą i sztuką, na długie lata związały o. Peregryna z Krakowem. W 1969, na prośbę ówczesnego kardynała Karola Wojtyły, zajął się urządzeniem zabudowy przyklasztornej przy kościele św. Katarzyny Muzeum Diecezjalnego. 14 kwietnia 1973 został powołany do Komitetu Założycielskiego Polskiego Towarzystwa Ochrony Zabytków w Polsce. W latach 1974–1977 studiował na Wydziale Historii Architektury i Konserwacji Zabytków Politechniki Krakowskiej. W latach 1974–1977 pełnił rolę kustosza Muzeum Archidiecezjalnego na Wawelu. Był mocno zaangażowany w prace konserwatorskie na terenie Krakowa. Wykonał szereg prac przy klasztorze franciszkanów, brał także udział w przebudowie fasady bazyliki św. Franciszka i konserwacji obrazów z zespołu portretów biskupów krakowskich. Brał udział także w renowacji klasztoru św. Katarzyny.

### Działalność w Boliwii
W 1977 wyjechał do Boliwii, gdzie zajął się wykonywaniem prac budowlanych placówki franciszkańskiej w Montero. Był jednym z pierwszych franciszkanów na misjach w Boliwii. W 1979 został mianowany pierwszym proboszczem parafii Naszej Pani z Karmelu Quintanilla-Cochabamba, a w tym samym czasie otrzymał obowiązek formacji pierwszych powołań boliwijskich, stając się pierwszym formatorem franciszkanów konwentualnych w Boliwii. W 1981 przeniósł się do Montero, gdzie od razu zajął się konkretyzacją obecności żeńskich wspólnot zakonnych, budowaniem klasztorów, posługą religijną, stroną socjalną wspólnot parafialnych. Za swoje zasługi w posłudze został wielokrotnie wyróżniony przez władze religijne, świeckie i społeczne. Wśród nich, najbardziej znaczące to: tytuł „Dostojnej Osobistości” za realizację dzieł życiowej wagi dla wspólnoty, „Przyjaciela Wybranego” za wielorakie dokonane dzieła, „Oznaka Zasługi Prowincji” za czas w którym oddawał się posłudze kapłańskiej w służbie Kościoła i Słowa Bożego, promując dzieła rozwoju. Był inicjatorem powstania uniwersytetu w Montero. Za swoje zasługi dla miasta otrzymał tytuł honorowego obywatelstwa Montero.
Łącznie spędził na misji 25 lat. Zmarł 2 listopada 2003 w Montero po trwającej dwa miesiące chorobie w klasztorze. Został pochowany na cmentarzu w tymże mieście.

## Upamiętnienie
W krużgankach klasztoru franciszkanów Krakowie została ustanowiona tablica upamiętniająca o. Peregryna Ziobry, której odsłonięcia 14 stycznia 2007 dokonał ówczesny prowincjał o. Kazimierz Malinowski